# قائمة أنواع اللولوبة
يوجد عدة أنواع من جنس اللولوبة:

## أنواع مؤكدة
- لولوبة إيتونية (الاسم العلمي:Spiranthes eatonii)
- لولوبة باركسية (الاسم العلمي:Spiranthes parksii)
- لولوبة بيضاوية (الاسم العلمي:Spiranthes ovalis)
- لولوبة جهنمية (الاسم العلمي:Spiranthes infernalis)
- لولوبة حرجية (الاسم العلمي:Spiranthes sylvatica)
- لولوبة حلزونية (الاسم العلمي:Spiranthes spiralis)
- لولوبة درنية (الاسم العلمي:Spiranthes tuberosa)
- لولوبة ربيعية (الاسم العلمي:Spiranthes vernalis)
- لولوبة سونية (الاسم العلمي:Spiranthes sunii)
- لولوبة صيفية (الاسم العلمي:Spiranthes aestivalis)
- لولوبة صينية (الاسم العلمي:Spiranthes sinensis)
- لولوبة كاسية (الاسم العلمي:Spiranthes casei)
- لولوبة مبكرة (الاسم العلمي:Spiranthes praecox)
- لولوبة مروحة (الاسم العلمي:Spiranthes odorata)
- لولوبة منحنية (الاسم العلمي:Spiranthes cernua)
- لولوبة نجمية (الاسم العلمي:Spiranthes stellata)
- لولوبة نجيلية (الاسم العلمي:Spiranthes graminea)
- لولوبة واضحة (الاسم العلمي:Spiranthes lucida)
- (الاسم العلمي:Spiranthes alticola)
- (الاسم العلمي:Spiranthes angustilabris)
- (الاسم العلمي:Spiranthes brevilabris)
- (الاسم العلمي:Spiranthes delitescens)
- (الاسم العلمي:Spiranthes diluvialis)
- (الاسم العلمي:Spiranthes guyanensis)
- (الاسم العلمي:Spiranthes hongkongensis)
- (الاسم العلمي:Spiranthes lacera)
- (الاسم العلمي:Spiranthes laciniata)
- (الاسم العلمي:Spiranthes longilabris)
- (الاسم العلمي:Spiranthes magnicamporum)
- (الاسم العلمي:Spiranthes nebulorum)
- (الاسم العلمي:Spiranthes ochroleuca)
- (الاسم العلمي:Spiranthes porrifolia)
- (الاسم العلمي:Spiranthes pusilla)
- (الاسم العلمي:Spiranthes romanzoffiana)
- (الاسم العلمي:Spiranthes torta)

## أنواع هجينة
- (الاسم العلمي:Spiranthes x eamesii)
- لولوبة متوسطة (الاسم العلمي:Spiranthes x intermedia)
- (الاسم العلمي:Spiranthes x itchetuckneensis)
- لولوبة سيمبسونية (الاسم العلمي:Spiranthes x simpsonii)

## أنواع غير مؤكدة
- لولوبة أسطوانية (الاسم العلمي:Spiranthes cylindrica)
- لولوبة أفريقية (الاسم العلمي:Spiranthes africana)
- لولوبة خضراء (الاسم العلمي:Spiranthes viridis)
- لولوبة سيبيرية (الاسم العلمي:Spiranthes siberica)
- لولوبة لا ورقية (الاسم العلمي:Spiranthes aphyllus)
- (الاسم العلمي:Spiranthes brevicaulis)
- (الاسم العلمي:Spiranthes canterae)
- (الاسم العلمي:Spiranthes hilariana)
- (الاسم العلمي:Spiranthes longicollis)
- (الاسم العلمي:Spiranthes lorenzii)
- (الاسم العلمي:Spiranthes minarum)
- (الاسم العلمي:Spiranthes oestivalis)
- (الاسم العلمي:Spiranthes parva)
- (الاسم العلمي:Spiranthes pauciflora)
- (الاسم العلمي:Spiranthes petiolaris)
- (الاسم العلمي:Spiranthes robusta)
- (الاسم العلمي:Spiranthes stenantha)
- (الاسم العلمي:Spiranthes tamanduensis)
- (الاسم العلمي:Spiranthes tenue)
- (الاسم العلمي:Spiranthes venusta)
- (الاسم العلمي:Spiranthes widgrenii)

## أنواع هجينة غير مؤكدة
- لولوبة جنوبية (الاسم العلمي:Spiranthes x australis)
- (الاسم العلمي:Spiranthes x zahlbruckneri)